# Natale Riatti
Natale Riatti (1922 – 22 febbraio 2014) è stato un politico italiano.

## Biografia
Terminati gli studi universitari, nell'immediato dopoguerra, intraprende l'insegnamento di materie umanistiche presso il Liceo classico Pietro Verri di Lodi.